# Stiftung Humboldt Forum im Berliner Schloss
Die Stiftung Humboldt Forum im Berliner Schloss ist eine gemeinnützige rechtsfähige Stiftung des bürgerlichen Rechts mit Sitz in Berlin. Sie ist Bauherrin, Eigentümerin und Betreiberin des Humboldt Forums im Berliner Schloss und unabhängig vom Förderverein Berliner Schloss.

## Gründung

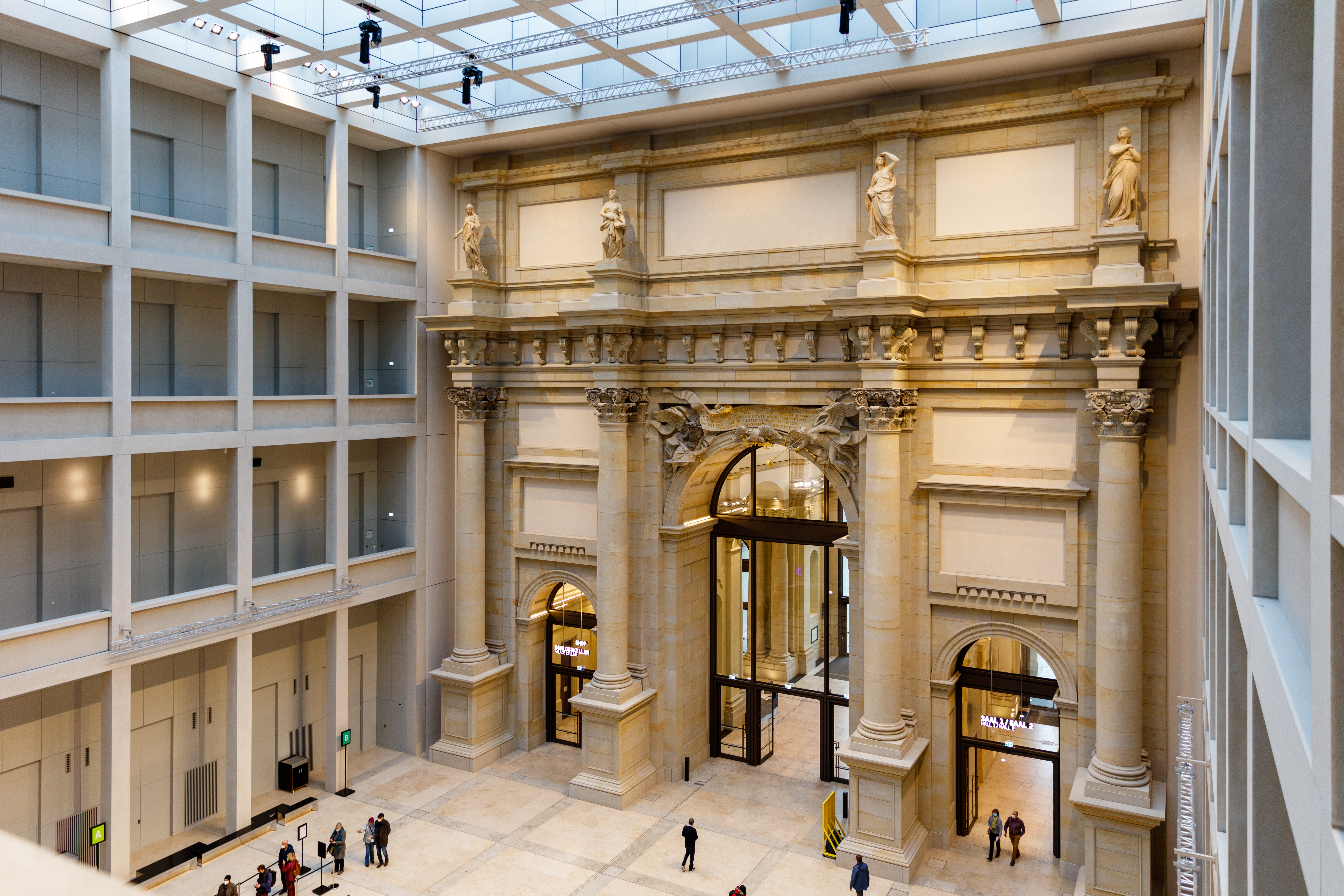
Foyer des Humboldt Forums im Berliner Schloss

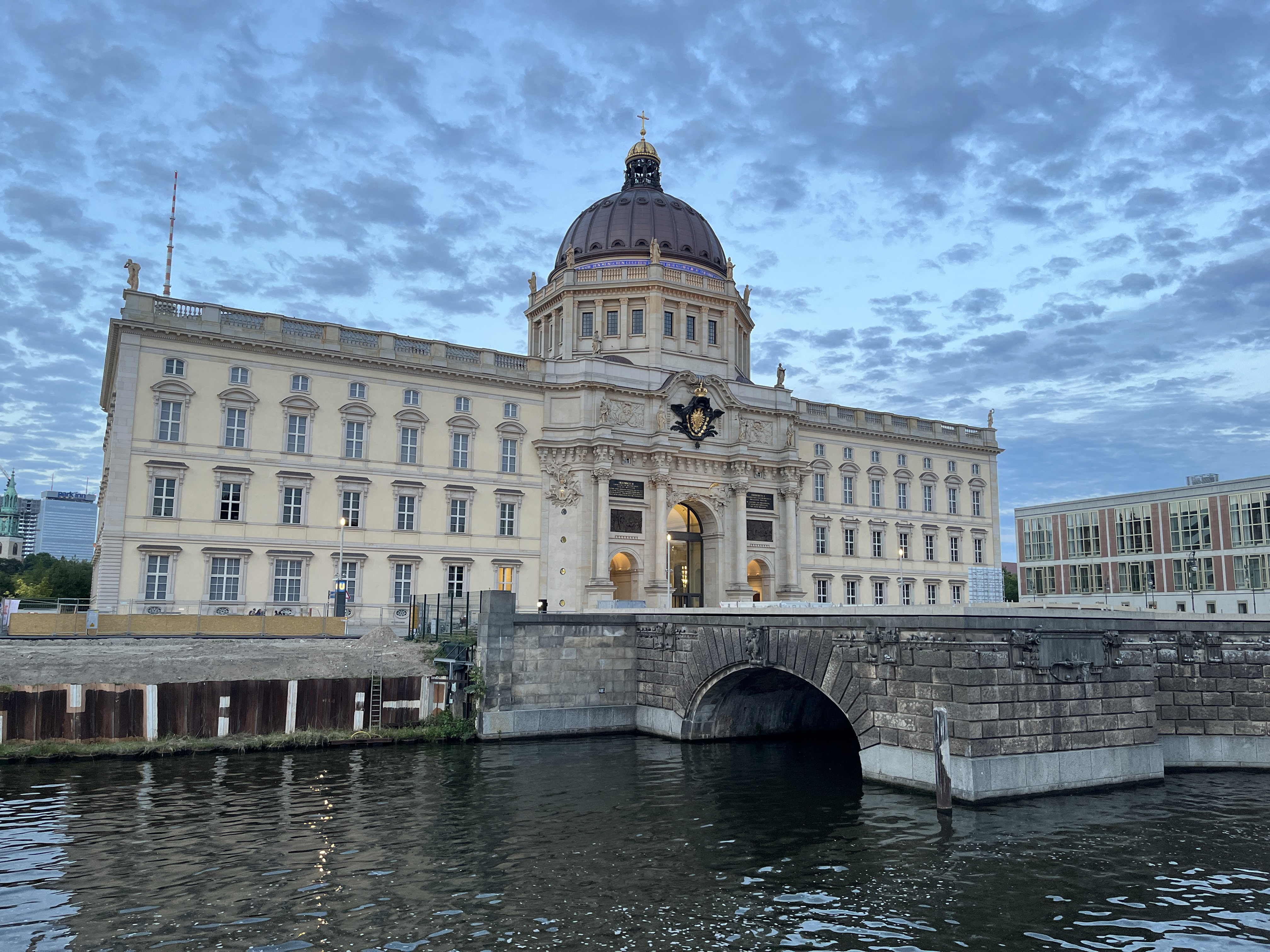
Berliner Schloss

Am 22. April 2009 beschloss die Bundesregierung die Errichtung der Stiftung Berliner Schloss – Humboldtforum, die Anfang 2016 in Stiftung Humboldt Forum im Berliner Schloss umbenannt wurde. Sie hat die Aufgabe, das Berliner Schloss als Bauherrin wiederzuerrichten und – in enger Kooperation mit den Staatlichen Museen, dem Stadtmuseum und der Humboldt-Universität – das kulturelle Nutzungskonzept Humboldt Forum umzusetzen. Dieses Konzept soll nach einem Beschluss des Bundestages vom 4. Juli 2002 die bedeutenden außereuropäischen Sammlungen der Staatlichen Museen zu Berlin (Ethnologisches Museum und Museum für Asiatische Kunst), Teile der Sammlungen der Humboldt-Universität (Humboldt-Labor) und Teile der Sammlungen des Stadtmuseums (Berlin-Ausstellung) unter dem Dach des wiederaufgebauten Schlosses vereinen. Ziel ist es, die Kulturen der Welt in die Mitte der deutschen Hauptstadt zu holen und sie auf der Museumsinsel in einen Dialog mit den Kulturen Europas zu bringen.
Nach der Gründung am 2. Juli 2009 hat die Stiftung Berliner Schloss – Humboldtforum mit der Bestellung des Vorstands zum 1. November 2009 ihre Tätigkeit aufgenommen. Die Stiftung steht unter der Schirmherrschaft des Bundespräsidenten, arbeitet eng mit dem Beauftragten der Bundesregierung für Kultur und Medien zusammen und wird aufgrund eines Beschlusses des Deutschen Bundestages vom Bundesministerium für Verkehr, Bau und Stadtentwicklung gefördert. Im Januar 2016 wurde die Stiftung in Stiftung Humboldt Forum im Berliner Schloss umbenannt.
Im April 2015 berief Kulturstaatsministerin Monika Grütters den Briten Neil MacGregor zum Leiter der Gründungsintendanz, die die inhaltlichen Schwerpunkte für das Humboldt Forum entwickelte. Daneben gehörten Hermann Parzinger und Horst Bredekamp der Intendanz an. Zum 1. Juni 2018 wurde Hartmut Dorgerloh vom Stiftungsrat des Humboldt-Forums als Generalintendant berufen. Zu diesem Zeitpunkt endete auch die Gründungsintendanz von Neil MacGregor, Hermann Parzinger und Horst Bredekamp. 2023 berief ihn der Stiftungsrat des Humboldt Forums für eine weitere Amtszeit bis 2028.
Die Stiftung gründete ein Expertenteam und richtete einen Programmbeirat ein. Beide Gremien bestehen aus renommierten Experten und Wissenschaftler aus dem ethnologischen Feld anderer Museen. Im Austausch mit allen Beteiligten im Humboldt Forum sollen damit die Ausrichtung und das Zusammenspiel der Sammlungen beraten werden. Auch strukturelle Aspekte der Ausstellungen sollen betrachtet werden. Die Kunsthistorikerin Bénédicte Savoy, Mitglied des Beirates trat aus Frust über den Umgang mit dem Beirat aus dem Gremium 2017 aus. Seit 2015 sei das Gremium nur zweimal zusammengetreten. Savoy kritisierte das Projekt stark. Das Humboldt Forum und die Stiftung Preußischer Kulturbesitz sollten die Geschichte ihrer außereuropäischen Sammlungen, die zum großen Teil während der Kolonialzeit entstanden sind, offenlegen. Sie forderte eine intensive Provenienzforschung, denn ohne eine solche Auseinandersetzung dürfe heute kein ethnologisches Museum eröffnen.

## Stiftungszwecke
Die Stiftung verfolgt gemäß ihrer Satzung ausschließlich und unmittelbar gemeinnützige Zwecke der Förderung von Kunst und Kultur, der Bildung, von internationaler Gesinnung und Toleranz auf allen Gebieten der Kultur, des Völkerverständigungsgedankens, sowie des Denkmalschutzes und der Denkmalpflege. In diesem Sinne führt sie eigene Veranstaltungen, Ausstellungen, Lesungen und vieles mehr durch.
Außerdem stellt sie der Stiftung Preußischer Kulturbesitz mit dem Ethnologischen Museum und dem Museum für Asiatische Kunst der Staatlichen Museen zu Berlin, dem Stadtmuseum und der Humboldt-Universität geeignete Räumlichkeiten zur unentgeltlichen Nutzung zur Verfügung. Sie ist Bauherrin und Eigentümerin des Humboldt Forums im Berliner Schloss. Das Bundesamt für Bauwesen und Raumordnung (BBR) übernahm das Management für den Wiederaufbau des Schlosses. Die wichtigsten Aufgaben der Stiftung sind darüber hinaus die Koordination und Bündelung der Interessen der Partner im Humboldt Forum sowie die Ausrichtung einer ständigen Ausstellung zur Geschichte des Ortes.
Des Weiteren zählt die Akquisition von Spenden für die Wiederherstellung der historischen Fassaden des Schlosses zu den Aufgaben der Stiftung. Als Kooperationspartner aller privaten Einrichtungen, die Spenden für den Wiederaufbau des Berliner Schlosses sammeln, gehen alle Spenden bei der Stiftung ein, die als Bauherrin damit die Rekonstruktion der barocken Fassaden ermöglicht.

## Organe

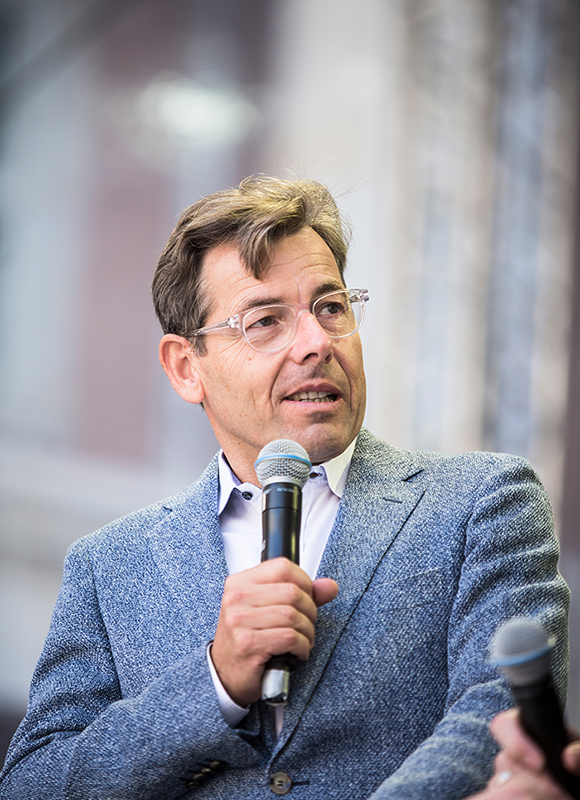
Hartmut Dorgerloh, Vorstandsvorsitzender der Stiftung

Die Stiftung hat drei Stiftungsorgane: den Vorstand, den Stiftungsrat und das Kuratorium.

### Vorstand
Der Vorstand besteht aus zwei oder drei Personen, die vom Stiftungsrat für die Dauer von bis zu fünf Jahren zur Führung der Geschäfte bestellt werden. Dem Organ gehören Hartmut Dorgerloh als Generalintendant und Vorstandsvorsitzender, Hans-Dieter Hegner als Vorstand Technik und Christine Rieffel-Braune als Vorstand Administration an (Stand 2021).

### Stiftungsrat
Der Stiftungsrat besteht aus 15 Mitgliedern (Stand: November 2022):
Der Deutsche Bundestag entsendet fünf Mitglieder:
Die Bundesregierung entsendet je ein Mitglied für:
- das Bundesministerium für Umwelt, Naturschutz, Bau und Reaktorsicherheit
- den Beauftragten der Bundesregierung für Kultur und Medien
- das Bundesministerium der Finanzen
- das Auswärtige Amt

Das Land Berlin entsendet zwei Mitglieder:
Die Stiftung Preußischer Kulturbesitz entsendet zwei Mitglieder
Je ein Mitglied entsenden:
- die Stiftung Stadtmuseum Berlin
- die Humboldt-Universität zu Berlin

### Kuratorium
Das Kuratorium der Stiftung besteht aus Persönlichkeiten, die den Gedanken der Stiftung in besonderer Weise repräsentieren und bereit sind, für die Zwecke der Stiftung aktiv einzutreten. Das Kuratorium berät und unterstützt den Stiftungsrat und den Vorstand bei der Erfüllung ihrer Aufgaben. Die Mitglieder des Kuratoriums werden vom Stiftungsrat auf die Dauer von vier Jahren berufen.